# Nikolske
Nikolske (ukrajinsky Нікольське) je sídlo městského typu v Doněcké oblasti na Ukrajině. Leží 22 kilometrů severozápadně od Mariupolu a zhruba 120 kilometrů jihozápadně od Doněcku, správního střediska celé oblasti. V roce 2013 v něm žilo bezmála osm tisíc obyvatel.

## Dějiny
Nikolske založili Kozáci v roce 1831 a původně se jmenovalo chutir Hladkyj (хутір Гладкий). V letech 1855 až 1925 se jmenovalo Nikolske (Нікольське), pak bylo přejmenováno na Volodarske (ukrajinsky Володарське; rusky Володарское – Volodarskoje)
Za druhé světové války bylo Volodarske obsazeno německou armádou v říjnu 1941 a dobyto zpět Rudou armádou 14. září 1943.
V roce 1965 se Volodarske stalo sídlem městského typu.
Dne 2. února 2016 bylo Volodarske přejmenováno zpět na Nikolske.
Začátkem března 2022 byla obec v průběhu ruské invaze na Ukrajinu obsazena ruskými vojsky a lidovými milicemi samozvané Doněcké lidové republiky. Úřady obce vrátily zpět název Volodarske.